# Роменс, Джордж-Джон
Джордж-Джон Роменс (англ. George-John Romanes; 20 мая 1848, Кингстон (Онтарио) — 23 мая 1894, Оксфорд) — британский натуралист, друг Чарльза Дарвина, поэт. Член Королевского общества (1879).

## Биография
Родился в Канаде. Поступив в Кембриджский университет, почти решил посвятить себя богословию, но с выходом оттуда заинтересовался медициной и работал вместе с доктором Латамом из Кембриджа под руководством профессора М. Форстера. В 1872 году напечатал свой первый богословский труд «Христианская молитва и главные законы» и в то же время окончательно решил посвятить себя естественным наукам.
Одна из заметок Роменса в журнале «Nature» вызвала дружеское письмо к нему Чарльза Дарвина, которое сильно ободрило его и явилось началом его будущей оживлённой переписки, а потом знакомству с известным натуралистом. Работы Роменса в это время — преимущественно экспериментального характера. Однако попутно с работами натуралиста он не оставил изучения и теологических вопросов. Период с 1870 по 1880 годы стал временем его глубокого душевного смущения, старавшегося философски примирить науку с верой. В конце концов он отказался от положений, высказанных им в «Христианской молитве», и пришёл к почти материалистическим воззрениям; но впоследствии вновь вернется к своему прежнему мировоззрению.
В 1881 году совместно с Эвартом (James Cossar Ewart?) изучал нервную систему иглокожих. Эта работа и исследования над обонятельной способностью актиний (совместно с Поллоком) были последними работами Роменса над морскими животными.
С 1878 года особенно усердно занимался поэзией, сочиняя сонеты и поэмы, и одновременно увлекался музыкой.
В 1883 году напечатал свои «Эволюции ума животных», а через три года делает сообщение в Обществе Линнея «О физиологическом отборе», который он назвал дополнением к «Естественному отбору» Дарвина.
В 1886 году принял предложение читать лекции в Эдинбургском университете по философии естественных наук. В 1888 году напечатал «Эволюции ума человека» и предпринимает некоторые психофизиологические исследования (интересуясь, например, состоянием человека, ожидающего смерти), написал заметку об этическом учении Христа и в 1892 году напечатал «Исследование Вейсманнизма», где он, вопреки Вейсманну, является защитником наследственной передачи благоприобретённых признаков родителей потомству. В это же время Роменс готовил свой труд «Дарвин и после Дарвина».